# Кундль
Кундль (нем. Kundl) — ярмарочная коммуна (нем. Marktgemeinde) в Австрии, в федеральной земле Тироль.
Входит в состав округа Куфштайн. Площадь коммуны составляет 21,93 км², население — 4762 человека (1 января 2021), плотность населения — 215 чел./км². Официальный код — 70514.

## Население
| Год  | Численность |
| ---- | ----------- |
| 1869 | 865         |
| 1889 | 911         |
| 1890 | 920         |
| 1900 | 1183        |
| 1910 | 1443        |
| 1923 | 1438        |
| 1934 | 1765        |
| 1939 | 1934        |
| 1951 | 2121        |
| 1961 | 2508        |
| 1971 | 3089        |
| 1981 | 3267        |
| 1991 | 3468        |
| 2001 | 3716        |
| 2011 | 3960        |
| 2021 | 4762        |

## Политическая ситуация
Бургомистр коммуны — Антон Хофлахер СДПА по результатам выборов 2010 года.
Совет представителей коммуны (нем. Gemeinderat) состоит из 15 мест.